# Budge Budge
Budge Budge ist eine Stadt im indischen Bundesstaat Westbengalen. Die Stadt ist Teil der Agglomeration Kolkata. Die Stadt gehört zum Distrikt Dakshin 24 Pargana. Budge Budge hat den Status einer Municipality. Die Stadt ist in 20 Wards gegliedert.

## Demografie
Die Einwohnerzahl der Stadt liegt laut der Volkszählung von 2011 bei 76.837. Budge Budge hat ein Geschlechterverhältnis von 945 Frauen pro 1000 Männer und damit einen für Indien üblichen Männerüberschuss. Die Alphabetisierungsrate lag bei 85,1 % im Jahr 2011. Knapp 70 % der Bevölkerung sind Hindus, ca. 29 % sind Muslime und ca. 1 % gehören einer anderen oder keiner Religion an. 9,0 % der Bevölkerung sind Kinder unter 6 Jahren. Bengali ist die Hauptsprache in und um die Stadt.

## Wirtschaft
Budge Budge verdankt einen Großteil seiner Bedeutung den Hafenanlagen, Öl und Jutemühlen. In der Nähe von Kolkata und am Ufer des Hugli gelegen, ist es ein strategischer Standort für die Lagerung von Öl und das größte Öllager der Metropole Kolkata.